# George Cawkwell
George Law Cawkwell (Auckland, 25 ottobre 1919 – Oxford, 18 febbraio 2019) è stato uno storico neozelandese.

## Biografia
Studiò al King's College di Auckland, in Nuova Zelanda, e quindi frequentò l'Università di Auckland a partire dal 1938, guadagnando i gradi di Bachelor of Arts e Master of Arts. Entrò nell'esercito durante la seconda guerra mondiale, nel 1942, e combatté con la fanteria delle Figi nelle isole Salomone due anni dopo.
Cawkwell fu un Rhodes Scholar presso l'Università di Oxford, studiando al Christ Church. Giocò nella nazionale di rugby della Scozia, ricevendo un riconoscimento nel 1947.
Per la maggior parte della sua vita Cawkwell fu un Fellow e Praelector – due cariche speciali riservate ad alcuni studenti del College di Oxford - in Storia Antica. Fu Fellow dal 1949 al 1987 e quindi diventò un Emeritus Fellow. Fu autore di numerosi libri sulla storia dell'antica Grecia. Tra i suoi studenti ci furono Ernst Badian e Raphael Sealey; entrambi gli premorirono. Vinse il Runciman Award nel 1998 per il suo libro Thucydides and the Peloponnesian War.
Fu inoltre il primo Procurator dello University College, raccogliendo tra l'altro fondi per il 750º anniversario dell'istituto nel 1999. 
Sposò Pat Clarke nel 1945, da cui ebbe Simon Cawkwell (nato nel 1946), uomo d'affari e commentatore del mercato azionario.
Cawkwell è morto quasi centenario a Oxford, dove risiedeva. L’associazione George Cawkwell in Storia Antica fu collocata presso il college. Gli venne dedicata anche un'imbarcazione nello University College Boat Club.

## Principali studi
- Philip of Macedon, Faber and Faber, 1978. ISBN 0571109586.
- Thucydides and the Peloponnesian War, Routledge, 1997. ISBN 0415165520.
- The Greek Wars: The Failure of Persia, Oxford University Press, 2005. ISBN 0198148712.